# Margarethe Bacher
Margarethe Bacher (* 11. November 1934 in Bačko Dobro Polje, Jugoslawien; † 8. Januar 2005) war eine deutsche Köchin. Sie führte ihre Hostellerie Bacher in Neunkirchen-Kohlhof zu einem Michelin-Stern.

## Leben und Werk
1934 als „Volksdeutsche“ in Jugoslawien geboren, kam Margarethe Bacher 1953 als Spätheimkehrerin nach Deutschland. Nach dem Besuch einer Haushaltsschule begann die Karriere der Sterneköchin 1958 als Küchenhilfe im Casino der Neunkircher Eisenwerke, wo sie sich die Position der Küchenchefin erarbeitete. 1978 machte Margarethe Bacher sich mit ihrem Restaurant Hostellerie Bacher selbständig, das sich erst in Neunkirchen, ab 1989 dann im Stadtteil Kohlhof befand. 1999 kam ein Gästehaus dazu. 1979 erhielt das Restaurant einen Michelin-Stern, den es bis 2004 behielt. Bacher war die erste Sterneköchin Deutschlands sowie Goldmedaillen-Gewinnerin bei der Olympiade der Köche.
Margarethe Bacher erlag im Alter von 70 Jahren einem Krebsleiden. Seitdem wird ihr Restaurant mit angegliedertem Hotel von ihrem Nachfolger Hermann Wögerbauer unter dem Namen Hostellerie Bacher-Wögerbauer weitergeführt. Ende September 2023 gab das Hotel Wögerbauer-Bacher bekannt, dass der Restaurant-Betrieb zum 1. Oktober 2023 schließen wird, nur der Hotelbetrieb geht weiter.
2021 wurde in Neunkirchen eine Straße nach Margarethe Bacher benannt.

## Kochbücher
- Margarethe Bacher: Desserts: süße Verführungen. Falken-Verlag, Niedernhausen/Ts. 1987.
- Margarethe Bacher: Mein Lieblingsgericht – Desserts. Bassermann, Niedernhausen/Ts. 1997.